# Batalla del mar Amarillo
La batalla del mar Amarillo (en japonés: 黄海海戦 Kōkai kaisen; en ruso: Бой в Жёлтом море) fue un gran combate naval de la guerra ruso-japonesa que tuvo lugar el 10 de agosto de 1904. En la Marina rusa se la conoce como la batalla del 10 de agosto. La batalla frustró un intento de la flota rusa de Port Arthur de salir y unirse con los buques de guerra de Vladivostok y la obligó a volver a puerto. Cuatro días más tarde, la batalla de Ulsan puso fin igualmente a la salida del grupo de Vladivostok; las dos flotas tuvieron que permanecer ancladas.

## Antecedentes
La primera escuadra del Pacífico de la Armada Imperial Rusa, al mando del almirante Wilgelm Vitgeft, había quedado atrapado en Port Arthur desde que empezó el bloqueo de la Armada Imperial Japonesa el 8 de febrero de 1904 con la batalla de Port Arthur. A lo largo de finales de julio y principios de agosto, cuando el Ejército Imperial Japonés puso cerco a Port Arthur, las relaciones entre el almirante Vitgeft y el virrey ruso, Yevgueni Alekséyev, se deterioraron cada vez más. El virrey Alexéyev, un exalmirante, estaba a favor de una salida agresiva a fin de que la 1.º escuadra del Pacífico enlazara con la escuadra de Vladivostok y creara así una fuerza naval tan poderosa como para desafiar a la flota japonesa. El almirante Vitgeft creía en una flota estacionada, que simplemente se quedara anclada, a la vez que contribuyendo con parte de su armamento a la batalla terrestre era la estrategia que más convenía seguir. Si bien pasiva, la preferencia de Vitgeft era en realidad más acorde con la doctrina de la Marina rusa, que preconizaba aumentar las fuerzas (en espera de la llegada de la Flota del Báltico, también conocida como la segunda escuadra del Pacífico) y luego atraer a la armada japonesa a la batalla decisiva.
Alexéyev hizo un llamamiento a San Petersburgo y el zar Nicolás II respondió que compartía plenamente la opinión del virrey. Frente a un mandato Imperial y la amenaza de acciones legales, el almirante Vitgeft recibió la orden de zarpar hacia Vladivostok inmediatamente. A las 6:15 a. m. del 10 de agosto de 1904, el almirante Vitgeft, enarbolando su bandera en el acorazado Tsesarevich, salió de la bahía al frente de sus acorazados.

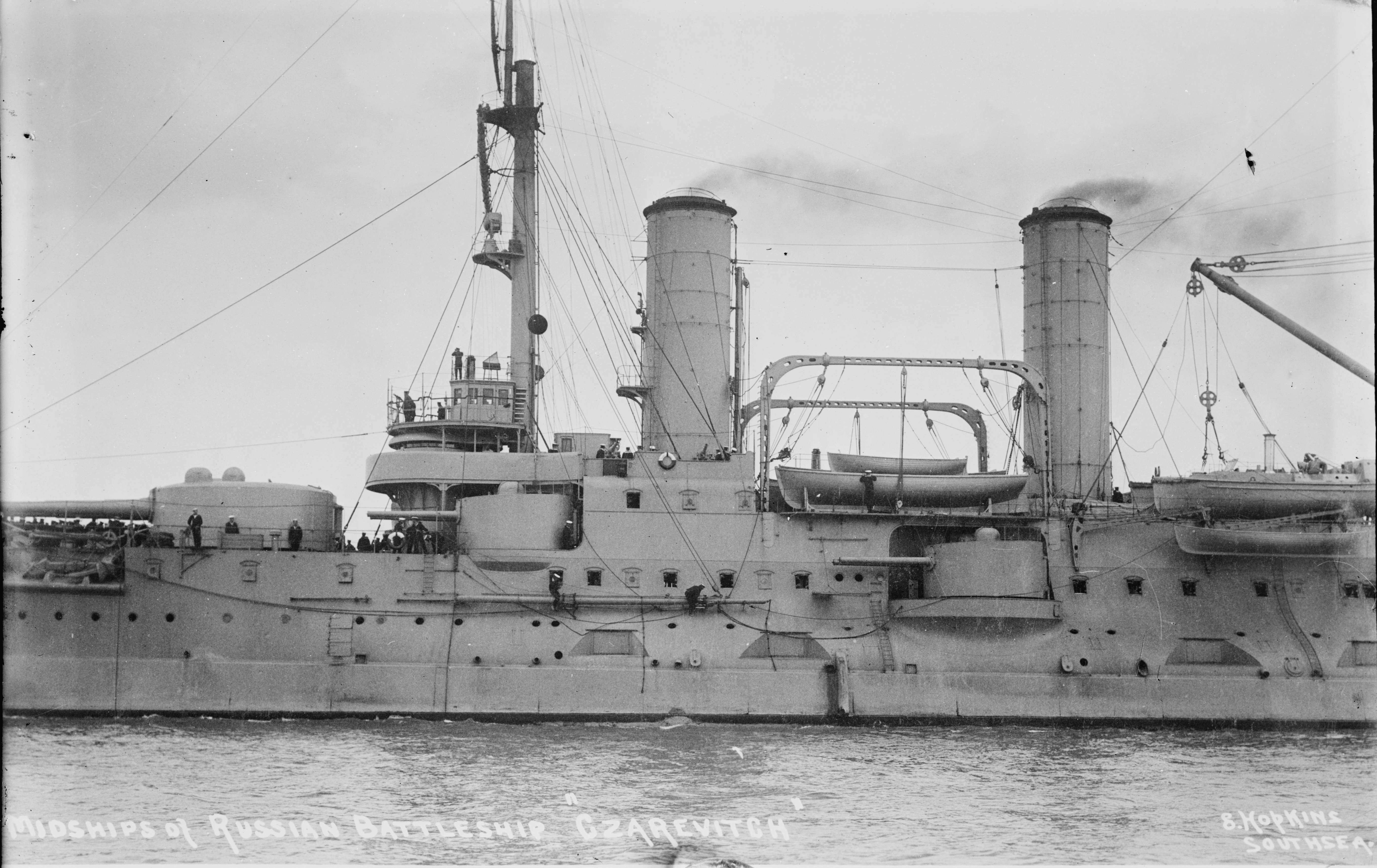
El buque insignia ruso, Tsesarevich.

## Batalla

### Primeros movimientos
A las 9:55 a. m., su flota había traspasado la entrada de la bahía y, cuando la escuadra del Pacífico completó su salida a mar abierto, hábilmente viró hacia el sudoeste para disimular su intención real y logró retrasar la concentración de fuerzas del almirante Heihachiro Togo. Aunque el sabio movimiento de Vitgeft le proporcionó tiempo, Togo había, no obstante, dado órdenes a sus buques de reunirse cerca de Encounter Rock, en el caso de que el almirante Vitgeft tomara esa ruta. A las 11:00 a. m., sin embargo, estaba claro qué dirección estaba tomando la flota de Vitgeft: estaban dirigiéndose hacia mar abierto. Componían la escuadra rusa los acorazados Tsesarevich, Retvizan, Pobeda, Peresvet, Sevastopol, y Poltava, los cruceros protegidos Askold, Diana, Novik y Pallada, y catorce destructores.

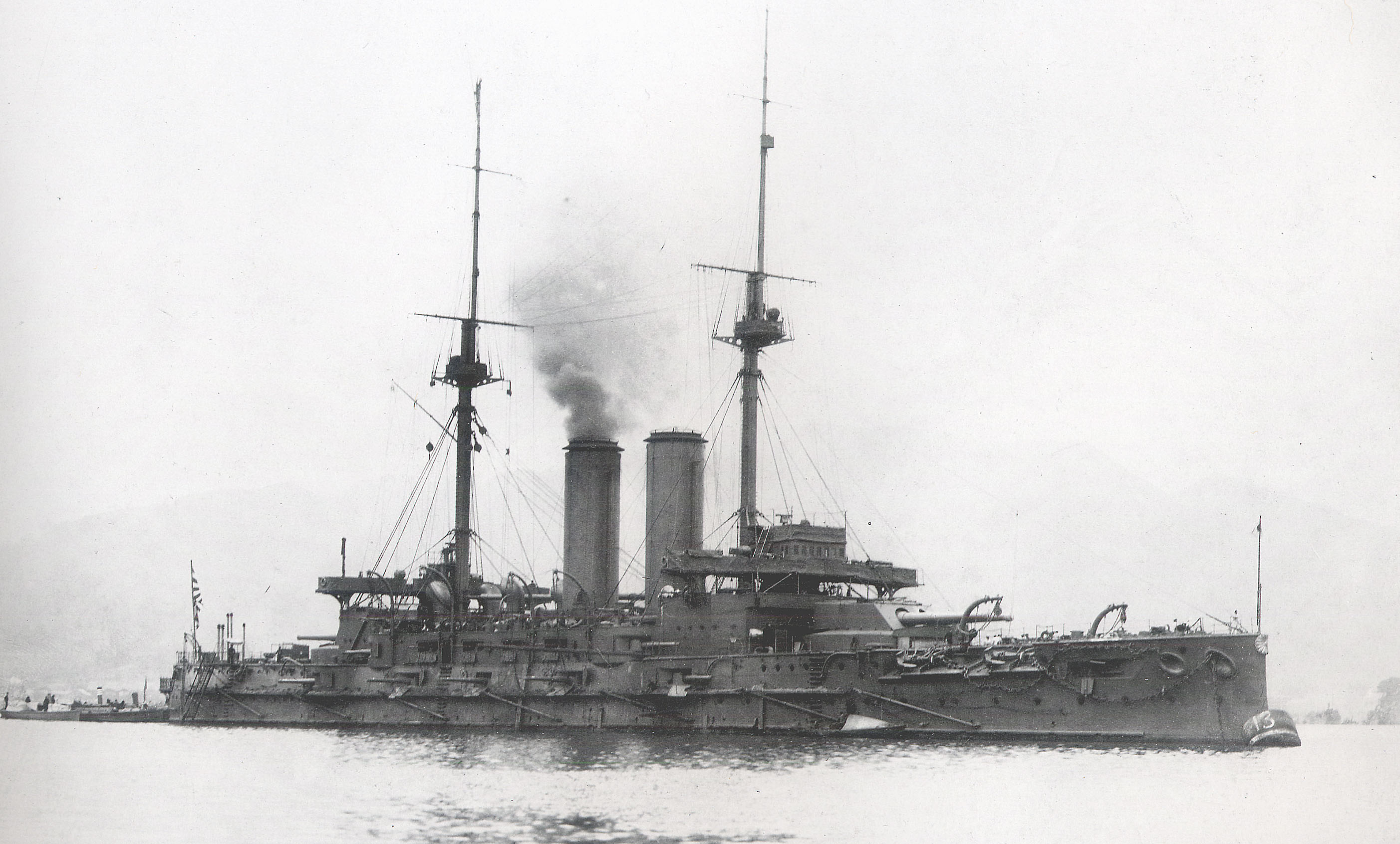
El buque insignia japonés del almirante Heihachiro Togo, el Mikasa.

Cerca de las 12:25 p. m., las flotas de acorazados se avistaron cerca de Encounter Rock, a una distancia de unas once millas. La flota de Vitgeft se dirigió hacia el sudeste a trece nudos, mientras Togo, en rumbo de interceptación, venía desde el noreste a catorce nudos. Su flota estaba formada por los cuatro acorazados japoneses supervivientes Mikasa, Asahi, Fuji, y Shikishima, los cruceros acorazados Nisshin y Kasuga, así como ocho cruceros protegidos, dieciocho destructores, y treinta lanchas torpederas. Durante este tiempo, aparecieron los cuatro cruceros del almirante Dewa, aproximándose rápidamente desde el sur a dieciocho nudos, y Togo intentó atrapar la flota de Vitgeft entre las dos columnas que avanzaban hacia él.
Justo después de las 13:00, Togo intentó interceptar la línea de avance de Vitgeft y abrió fuego con sus baterías principales desde el rango de alcance máximo (ocho millas). El acorazado Retvizan devolvió el fuego, pero la distancia era excesiva y no consiguió hacer blanco. Sin embargo, Togo había calculado mal la velocidad de intercepción y Vitgeft, tras maniobrar en dirección al puerto, esquivó las pinzas de su adversario y puso proa nuevamente al mar abierto. Por su parte, los cruceros del almirante Dewa debieron cambiar de rumbo rápidamente para evitar la escuadra de Togo, con lo que rompió contacto con sus fuerzas sin haber combatido.
Pronto los cruceros de Togo se movían paralelamente a las naves de Vitgeft y ganaban velocidad. Hacia las 13:25, redujo la distancia a rango de tiro, ocho millas, y abrió fuego sobre el buque insignia de Vitgeft, el Retvizan, logrando doce impactos. A las 13:30, el buque insignia ruso devolvió el fuego con dos piezas de 305 mm y logró dejar averiar el equipo de comunicaciones de Togo. En la siguiente media hora, los acorazados mantuvieron el fuego y continuaron aproximándose hasta que, a las 14:05 horas, a una distancia de 3,5 kilómetros, los cañones de 155 mm se encontraron en rango de tiro. El acorazado japonés sufrió veinte impactos, lo que obligó a Togo a maniobrar para reducir su exposición y a ordenar urgentemente a sus cruceros que se sumaran al combate. Sin radio, debió utilizar sus banderas de señales.

### Persecuciones
Los cruceros japoneses había restablecido el contacto con la escuadra rusa, pero los cañones de 305 mm de esta los alejaron pronto. Ambas flotas de combate mantenían una velocidad de unos catorce nudos, pero Vitgeft había logrado nuevamente zafarse de Togo y los japoneses se vieron obligados a iniciar una dura persecución. A las 14:45, el buque insignia japonés había conseguido situarse a menos de siete km del Poltava, que cerraba la formación rusa y que no había podido mantener los catorce nudos por problemas con sus motores. El Mikasa y el  Asahi comenzaron a bombardearlo e hicieron varios blancos. Sin embargo, el almirante Ujtomsky, a bordo del acorazado Peresvet, percibió los apuros del Poltava y ordenó a su división apoyar al buque. Concentró su fuego sobre el Mikasa y el Asahi, apoyado por el Poltava. Los dos buques japoneses recibían un fuerte castigo y, a instancias de Togo, aprovecharon su mayor velocidad para romper el contacto. Adelantando a la flota de Vitgeft, planearon restablecer el contacto en condiciones más favorables. Hacia las 15:20, salieron del rango de los buques rusos, cesando así el fuego.
A medida que los acorazados perdían el contacto, el almirante Dewa con sus cruceros intentó entrar en acción cuando, de repente, los buques de guerra rusos abrieron fuego contra él. Alrededor de las 15:40, un proyectil de 305 mm golpeó el crucero de Dewa, el Yakumo, a una distancia de más de ocho millas, fuera del alcance de sus baterías de 203 mm. El almirante Dewa decidió sabiamente que sus cruceros poco podían hacer frente a los acorazados rusos.
Para entonces solo seis buques de Togo (cuatro acorazados y dos cruceros acorazados) continuaban persiguiendo a los diez de Vitgeft (seis acorazados y cuatro destructores). Como solo quedaban tres horas antes del anochecer, este se convenció de haber logrado zafarse de Togo y de poder burlar su persecución en la oscuridad de la noche. Togo era también consciente de esto y ordenó acelerar la marcha a quince nudos para tratar de alcanzar a la flota de Vitgeft. Hacia las 17:35, los barcos japoneses habían logrado acercarse a 3,5 millas del último buque ruso, el Poltava y comenzaron a bombardearlo. Apareció también el almirante Dewa con los cruceros y Togo ordenó que todas sus unidades concentrasen su fuego en el Poltava con la esperanza de hundir al menos uno de los acorazados rusos. Este, mandado por el capitán Ivan P. Uspenskiy, devolvió el fuego y logró varios blancos en el buque insignia de Togo. Entonces, los proyectiles con «pólvora Shimose» comenzaron a volverse inestables y a explotar en las ánimas de los cañones, destruyendo uno de los cañones de 305 mm del Shikishima a las 17:45 y otros dos del mismo calibre en el Asahi a las 18:10. Hacia las 18:30, Togo solo podía contar con once de los diecisiete cañones de 305 mm originales de la flota, pues el resto habían quedado inutilizados.

### Relevo
Aunque las escuadras se hallaban ya solo a unas 3 millas de distancia, las baterías secundarias de 155 y 203 mm seguían sin causar daños y el Poltava y el Peresvet, aunque gravemente dañados, seguían en la formación. Todavía a las 18:30, continuaban los problemas de Togo para controlar el fuego de su armada: el Shikishima y el Asahi seguían atacando el averiado Poltava, el Fuji disparaba contra el Pobeda y el Peresvet y el buque insignia, el Mikasa, sostenía un duelo artillero con su equivalente ruso, el Tsesarevich. Como ni el Retvizan ni el Sevastopol estaban siendo atacados por buques japoneses, pudieron dedicarse a disparar sus cañones contra el Mikasa.
A menos de media hora del ocaso, encontrándose casi fuera de combate y la artillería rusa cada vez más efectiva, el Mikasa tuvo que hacer señales al Asahi para que tomase su puesto en el combate con el barco insignia ruso. Menos de diez minutos más tarde, Togo tuvo un golpe de suerte: un disparo de uno de los cañones de 305 mm del Asahi alcanzó a las 18:40 al Tsesarevich, mató instantáneamente al almirante Vitgeft y a los oficiales que se encontraban con él, y atascó el timón. La avería hizo virar bruscamente al barco 12.º; el Retvizan, que no se había percatado del accidente, le siguió en el viraje y, para cuando el Pobeda llegó al lugar donde había cambiado de rumbo, el Tsesarevich se dirigía ya hacia su propia escuadra. El resto de buques de la armada rusa desconocían que el Tsesarevich navegaba sin control, con su comandante muerto y sin mando alguno.

### Carga del acorazadoRetvizan

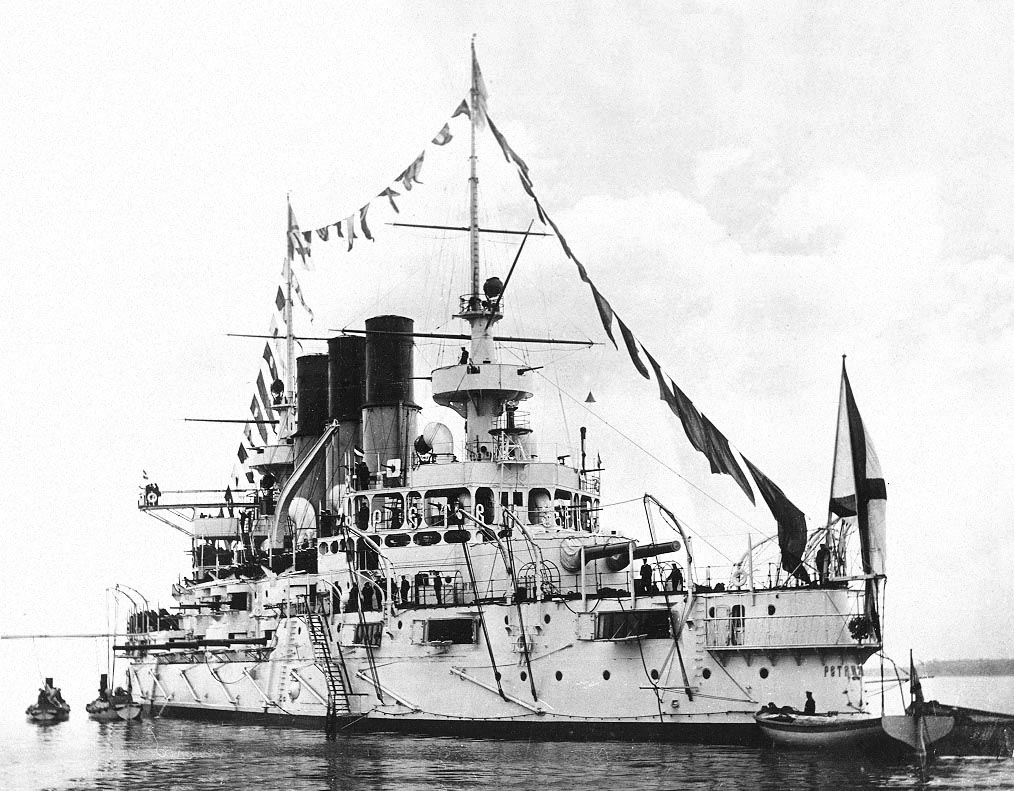
El buque ruso Retvizan. Su capitán fue herido de muerte en el ataque que realizó en solitario contra la armada japonesa.

El príncipe Pavel Ujtomski del Peresvet advirtió pronto que el buque insignia estaba fuera de combate y trató de hacerse con el mando de la escuadra rusa. El impacto de un proyectil japonés, sin embargo, abatió el mástil de proa, lo que impidió izar las banderas de señales de la forma habitual; tuvieron que colocarse en el puente donde, apenas visibles, sólo las vio el Sevastopol. Únicamente este siguió las órdenes de Ujtomski.
Al mismo tiempo, el capitán Eduard Schensnovich, que mandaba el Retvizan, lo condujo directamente contra la escuadra de Togo a la vez que abría fuego con todas sus piezas, a pesar de hallarse el buque escorado en la popa por los daños recibidos. La armada japonesa concentró todo su fuego en el Retvizan; el número de disparos alrededor del barco era tal que los artilleros japoneses tenían problemas para ajustar el alcance de sus cañones por las cortinas de agua que levantaban. Escaso ya de obuses de 305 mm, Togo decidió dejar el combate a sus cruceros y destructores.
Al virar, los buques de Togo realizaron una última andanada, que alcanzó al barco ruso en diversos puntos; uno de los proyectiles hirió gravemente al capitán Schensnovich en el estómago. El Retvizan tendió una cortina de humo y comenzó también a virar, tras haber puesto fin al intercambio artillero entre las dos escuadras con su maniobra y haber salvado al buque insignia ruso. La flota rusa tuvo, no obstante, que abandonar su pretensión de alcanzar Vladivostok y puso rumbo de vuelta a Port Arthur. El regreso se hizo de forma desordenada y muchos de los barcos rusos se separaron de la flota.
Dos horas más tarde, el grueso de la flota rusa volvió a la relativa seguridad de Port Arthur. Cinco barcos de guerra, un crucero y nueve destructores habían conseguido regresar. El dañado Tsesarevich y tres destructores de su escolta navegaron hasta Kiaochou, donde fueron internados por las autoridades alemanas. El crucero Askold y otro destructor se dirigieron a Shanghái, donde las autoridades chinas también los internaron. El crucero Diana huyó a Saigón, en la Indochina francesa, donde quedó internado. Solo el pequeño crucero Novik puedo navegar hacia el este y rodear las islas japonesas para intentar llegar a Vladivostok. Sin embargo, el 20 de agosto de 1904, cruceros japoneses obligaron al barco a encallar en Sajalín, donde su tripulación lo destruyó después de combatir a los japoneses en la batalla de Korsakov.

## Análisis
La batalla del mar Amarillo fue la primera gran confrontación de la historia naval entre flotas modernas de acorazados de hierro. Con excepción del duelo de veinte minutos del almirante Togo con los buques del almirante ruso Stark en Port Arthur el 9 de febrero de 1904, tanto Vitgeft como Togo eran relativamente nuevos en acciones de combate con flotas modernas de acorazados de hierro.
Aunque el almirante Stark había sido sustituido por el almirante Stepan Makarov poco después de la batalla de Port Arthur; a este le sucedió Vitgeft después de su fallecimiento en abril de 1904, cuando su acorazado Petropavlovsk explotó y se hundió en el mar Amarillo, tras chocar con minas. Si el almirante Stark hubiera estado al mando en el momento de la batalla del mar Amarillo, tanto el almirante Togo como Stark habrían estado en igualdad de condiciones, ya que ambos tenían idéntica experiencia de combate en acciones con flotas de acorazados, pero tampoco la fuerza naval que Togo iba a reunir en Tsushima al año siguiente era el mismo tipo de flota de combate que había participado en los combates en el mar Amarillo. Aunque el almirante Vitgeft era bisoño, muchos de sus hombres no lo eran, la mayoría eran veteranos del servicio en el Lejano Oriente y algunos habían tomado parte en el aplastamiento de la rebelión Bóxer de 1900 en China. Así, cuando Togo combatió contra la flota de Vitgeft en el Mar Amarillo en agosto de 1904, comprendió rápidamente que sabían navegar y que eran buenos artilleros.

### Telémetros y artillería
Durante la década de 1890, se consideraba habitual combatir en el mar a una distancia de tres o cuatro millas de la armada enemiga, aunque los cañones de 305 mm/40 eran capaces de acertar a la distancia a la que comenzó la batalla, ocho millas. La imposibilidad de calcular el alcance y de visores adecuados para estos cañones hacía, sin embargo, que se siguiesen usando a distancias menores que su alcance real.
Los buques rusos contaban con telémetros del modelo Liuzhol con un alcance de 4000 m; los barcos japoneses estaban equipados con telémetros Barr & Stroud de 1903 de último modelo, que gozaban de un alcance mayor, 6000 m. A pesar de esto, causó sorpresa el que las flotas abriesen fuego cuando aún se hallaban a más de ocho millas de distancia.
El combate en el mar Amarillo duró más de seis horas, de las que unas cuatro fueron de lucha efectiva. Durante esas casi cuatro horas de enfrentamiento, se dispararon alrededor de 7382 proyectiles, que variaban en tamaño desde los 155 a los 305 mm. De esos, 7382 proyectiles disparados, aproximadamente 5956 habían sido de 155 mm; la armada japonesa había lanzado 3592 de ellos, mientras que la rusa había disparado 2364. La escuadra japonesa había disparado 307 obuses de 203 mm, mientras que la rusa no había utilizado munición de este calibre. La flota de Vitgeft, por su parte, había disparado 224 proyectiles de 254 mm frente a los 33 de la escuadra de Togo. El duelo artillero que había comenzado cuando las armadas se hallaban separadas ocho millas con los cañones de 305 mm acabó alrededor del anochecer tras el disparo de más de 862 proyectiles de este calibre, 259 disparados por los rusos y 603 por los japoneses.

### Daños y bajas de la batalla
Las cerca de siete horas de combate y 7382 proyectiles disparados por los dos bandos produjeron las siguientes bajas:
| Navíos      | Daño recibido                                                                                         | Bajas                            |
| ----------- | --- | -------------------------------- |
| Tsesarevich | 13 impactos de 305 mm y 2 de 203 mm.                                                                  | 12 marinos muertos y 47 heridos. |
| Pobeda      | 11 impactos de gran calibre                                                                           | 4 marinos muertos y 29 heridos.  |
| Peresvet    | 39 impactos                                                                                           | 13 marinos muertos y 63 heridos. |
| Poltava     | Entre 12 y 14 impactos de 203 a 305 mm                                                                | 12 marinos muertos y 43 heridos. |
| Retvizan    | 18 impactos de 203 a 305 mm                                                                           | 6 marinos muertos y 42 heridos.  |
| Sevastopol  | Blanco de varios disparos                                                                             | 1 marino muerto y 62 heridos.    |
| Mikasa      | 20 impactos y con la torreta de 305 mm de popa inutilizada                                            | 125 bajas                        |
| Asahi       | 1 impacto de 305 mm cerca de la línea de flotación y con los dos cañones de 305 mm de popa reventados | 2 marinos heridos                |
| Shikishima  | 1 cañón de 305 mm de proa reventado                                                                   |                                  |
| Yakumo      | 1 impacto de 305 mm                                                                                   |                                  |

El capitán Eduard N. Shchensnovich, que había dirigido su barco valientemente contra la línea del almirante Togo con el fin de acabar con el duelo artillero y salvar al buque insignia ruso, acabó muriendo más tarde, en abril de 1910, de las heridas recibidas durante el combate.

### Resultado
El objetivo estratégico era evidente para ambas partes: para los rusos, abrirse paso hasta Vladivostok con al menos una parte sustancial de la fuerza (incluidos los buques principales); para los japoneses, evitar esto (con el añadido de evitar graves daños o la pérdida de sus buques principales, que los astilleros japoneses no podrían todavía reconstruir). Por lo tanto, estratégicamente la batalla había sido una victoria japonesa, ya que la flota rusa nunca intentó de nuevo salir a mar abierto. Para diciembre de 1904, las batallas terrestres habían convergido alrededor del propio Port Arthur y la artillería pesada japonesa pronto bombardeó los barcos de guerra rusos que se mantenían dentro de Port Arthur y hundió o averió todos los que se conservaron tras la batalla del mar Amarillo.
Tácticamente, la cuestión es menos clara; para el bando japonés, el objetivo más probable sería la destrucción de la escuadra rusa (o al menos las naves principales) en ese mismo momento, de nuevo sin sufrir demasiadas pérdidas por su parte. Esto no se logró. Si el resultado táctico se considera un empate o una victoria de Rusia depende de lo que fuese el objetivo táctico ruso: causar más daños significativos a los japoneses que viceversa (esto no se logró), o forzar a los japoneses a retirarse mientras que se preservaba la escuadra rusa como una flota con capacidad de operar (esto se logró).